# Lourtier
Lourtier ist eine Ortschaft in der politischen Gemeinde Val de Bagnes im Schweizer Kanton Wallis. 
Lourtier liegt im Val de Bagnes auf der rechten Seite der Dranse de Bagnes auf einer Höhe von fast 1100 Meter über Meer auf dem ersten Plateau der Dranse. Lourtier war bis 2020 Teil der ehemaligen politischen Gemeinde Bagnes.

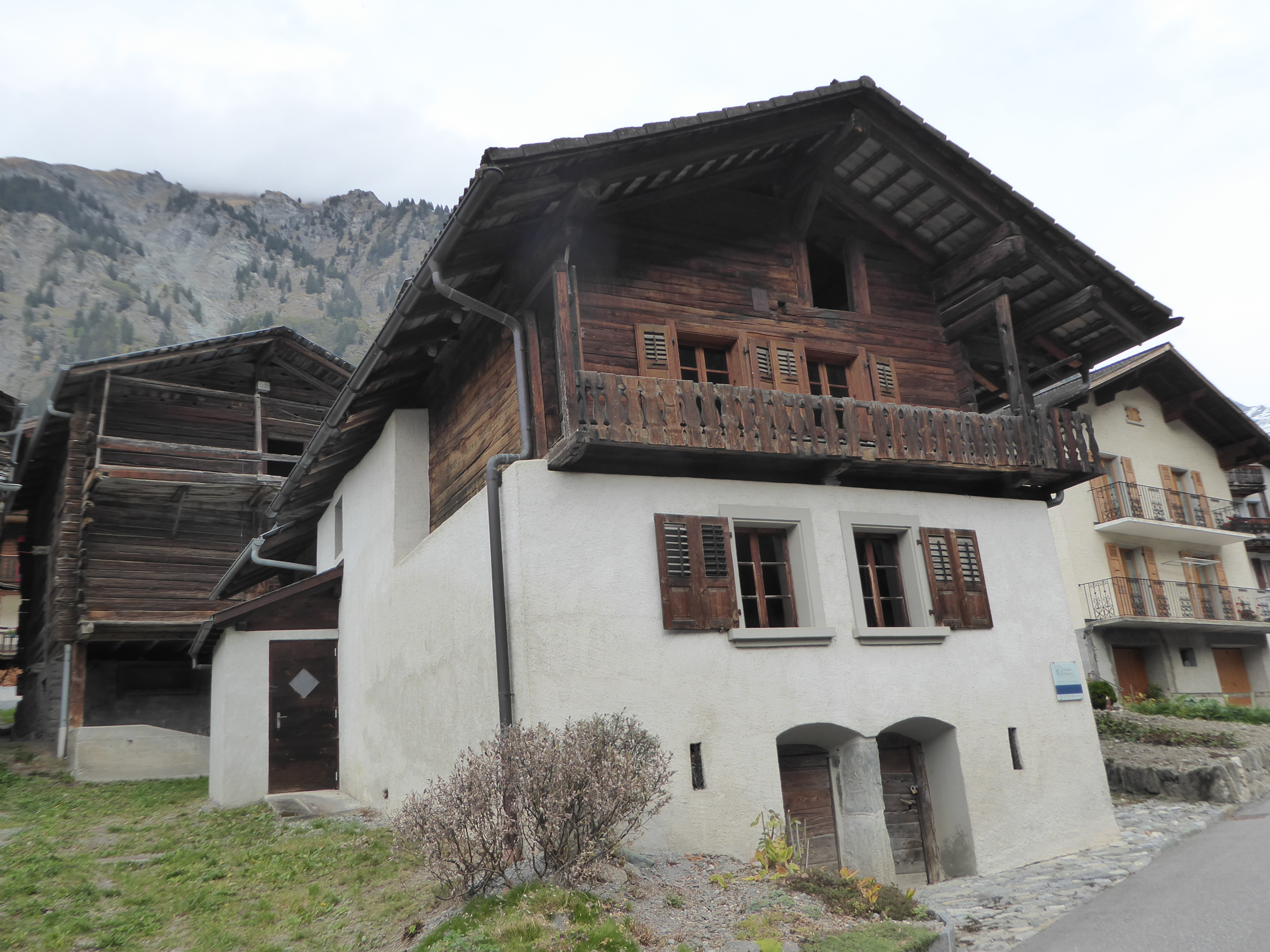
Wohnhaus von Jean-Pierre Perraudin, heute Museum

Lourtier war Geburts- und Wohnort des Gletscherspezialisten Jean-Pierre Perraudin (1767–1858). Sein Wohnhaus steht heute unter Denkmalschutz und beherbergt das «Maison des Glaciers». Das Museum zeigt unter anderem die berühmten Eisstürze des Giétrozgletschers.
Eine vom Bahnhof Le Châble ausgehende Buslinie der Transports de Martigny et Régions (TMR) erschliesst Lourtier im öffentlichen Verkehr. Infolge von Murgängen wurde das Dorf aber Anfang Juni 2025 zum zweiten Mal innerhalb eines Jahres von der Aussenwelt abgeschnitten.

## Kapelle Notre-Dame du Bon-Conseil
Anfang des 20. Jahrhunderts verfügte Lourtier über eine 1659 erbaute, dem heiligen Georg geweihte in Les Morgnes  und eine 1832 erbaute in Lourtier-d’en-haut, die unter dem Patrozinium des Johannes vor der Lateinischen Pforte stand. Da die Bevölkerung von Lourtier für die Sonntagsmesse den langen Fussweg nach Le Châble auf sich nehmen musste, wünschte sie sich ab Anfang des 20. Jahrhunderts eine grössere Kapelle.
Nach dem Brand, der Lourtier 1929 verwüstete, brachte 1932 der Bau der Kapelle Notre-Dame du Bon-Conseil das traditionelle Bergdorf in die Schlagzeilen. Das vom italienischen Architekten Alberto Sartoris entworfene Gebäude mit seinen Betonwänden und dem einseitigen Dach löste Kontroversen aus.
Man befürchtete, dass das einseitige Dach der Schneelast nicht widerstehen könnte. In den Jahren 1956/57 wurde das Kirchenschiff um hundert Plätze erweitert und das Gotteshaus mit dem Chor mit grauem Granit, einer zweiten Dachseite und aussen mit seitlichen Pilastern ergänzt. Bemerkenswert ist die Holzstatue der Notre-Dame du Bon Conseil in der Apsis, die ursprünglich aus Spanien stammt. Zur Erinnerung an die alten Kapellen sind der heilige Georg und der heilige Johannes vor der Lateinischen Pforte auf den Kirchenfenstern im Chor abgebildet.
Im Februar 1999 wurde die Kapelle von einer Lawine verschont. Sie zerstörte lediglich das Eingangsportal und ein Kirchenfenster.

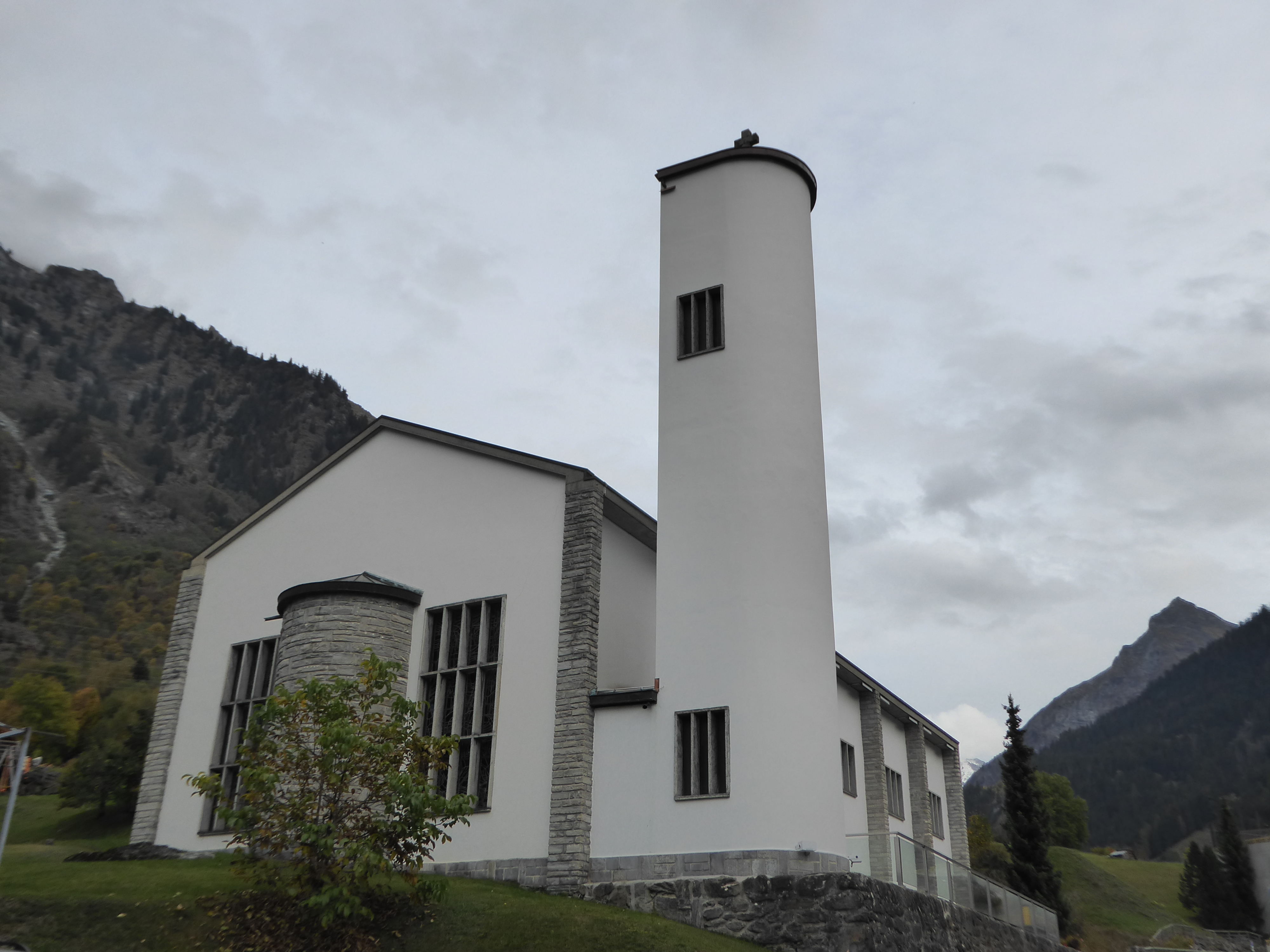
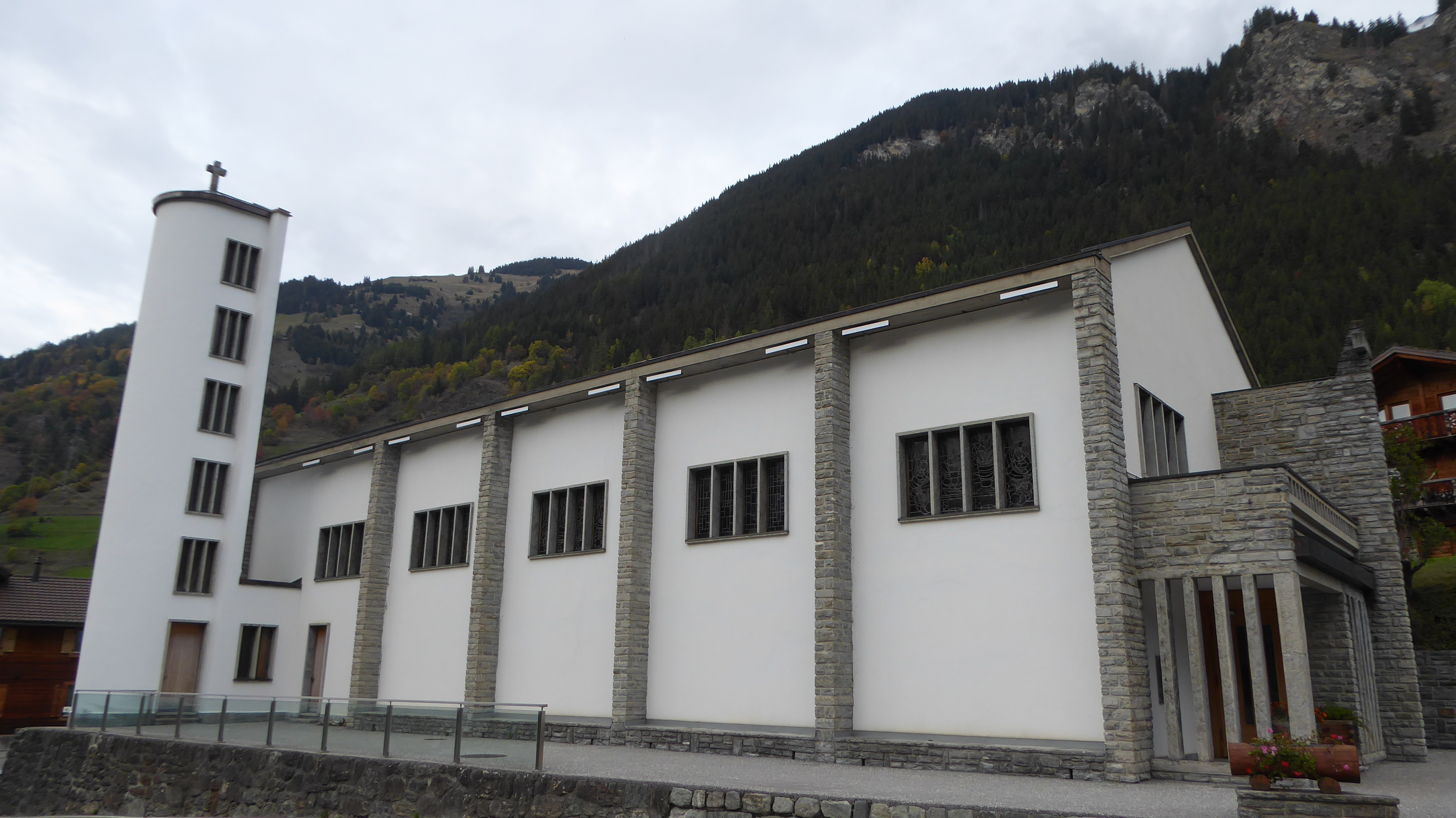
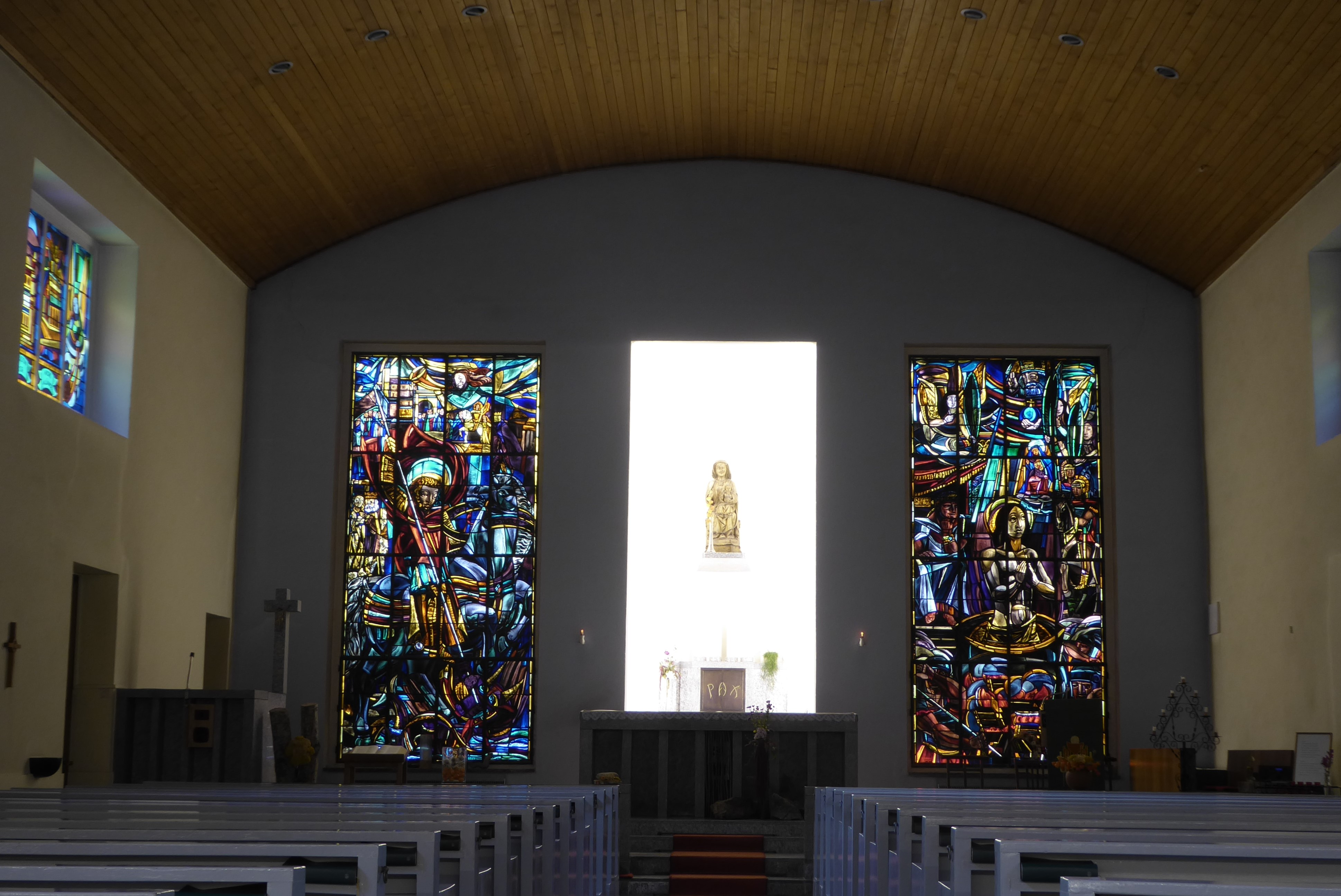
Innenraum mit Fenstern des heiligen Georg und des heiligen Johannes
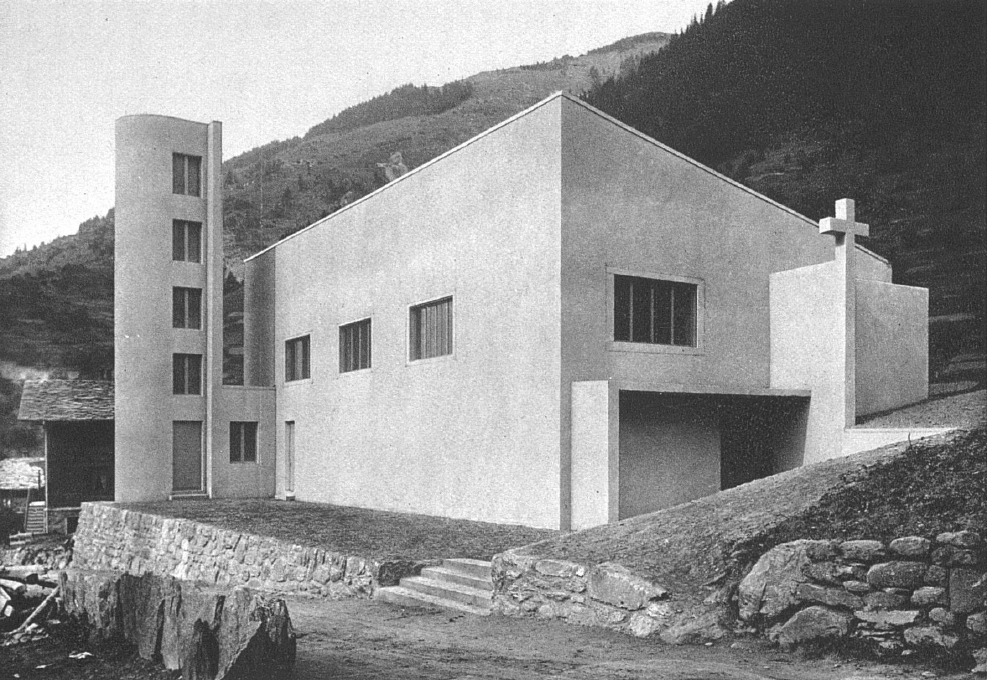
Kapelle Notre-Dame du Bon-Conseil im Jahr 1932

## Bilder

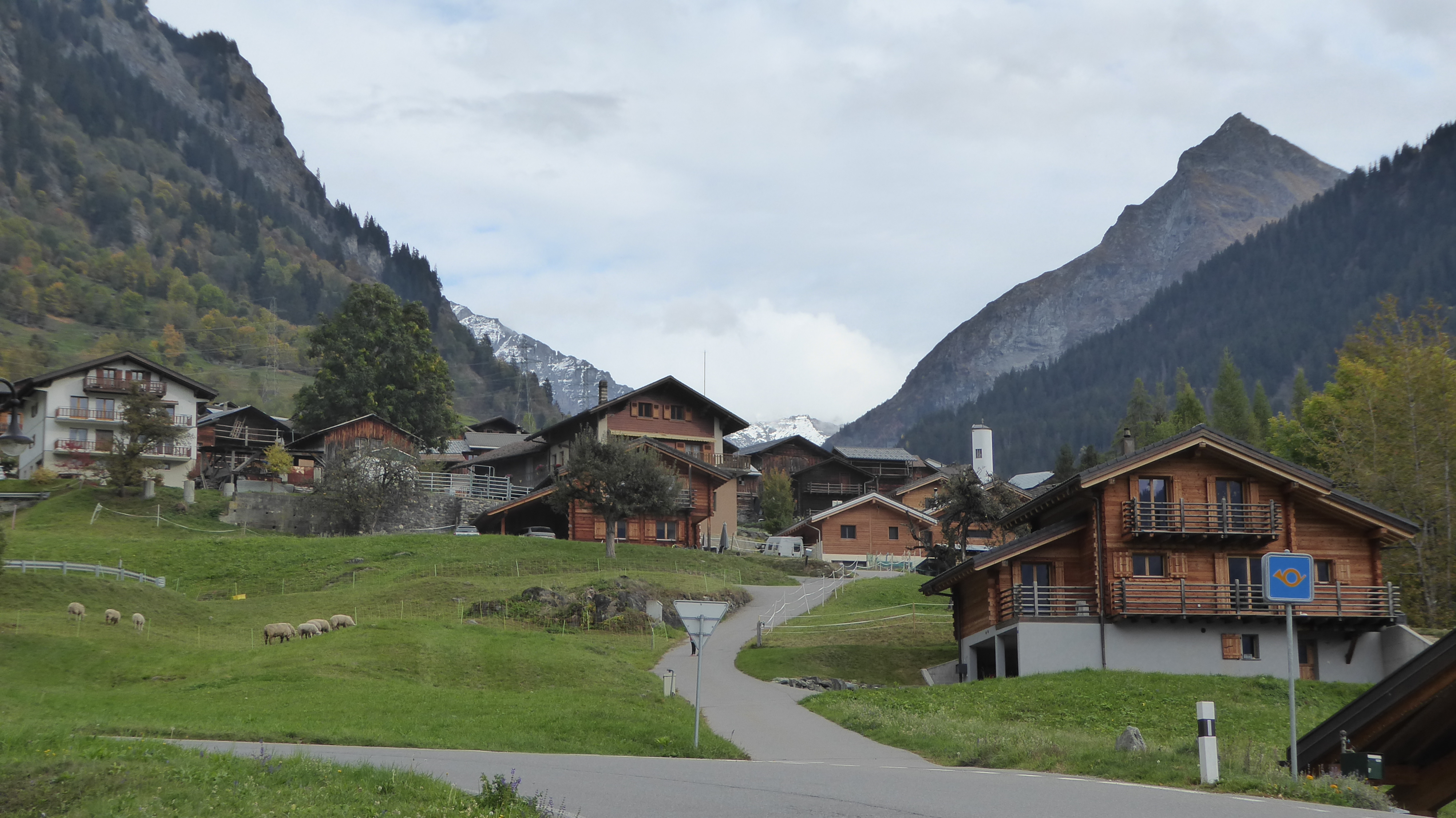
Lourtier, hinten Turm der Kapelle Notre-Dame du Bon-Conseil
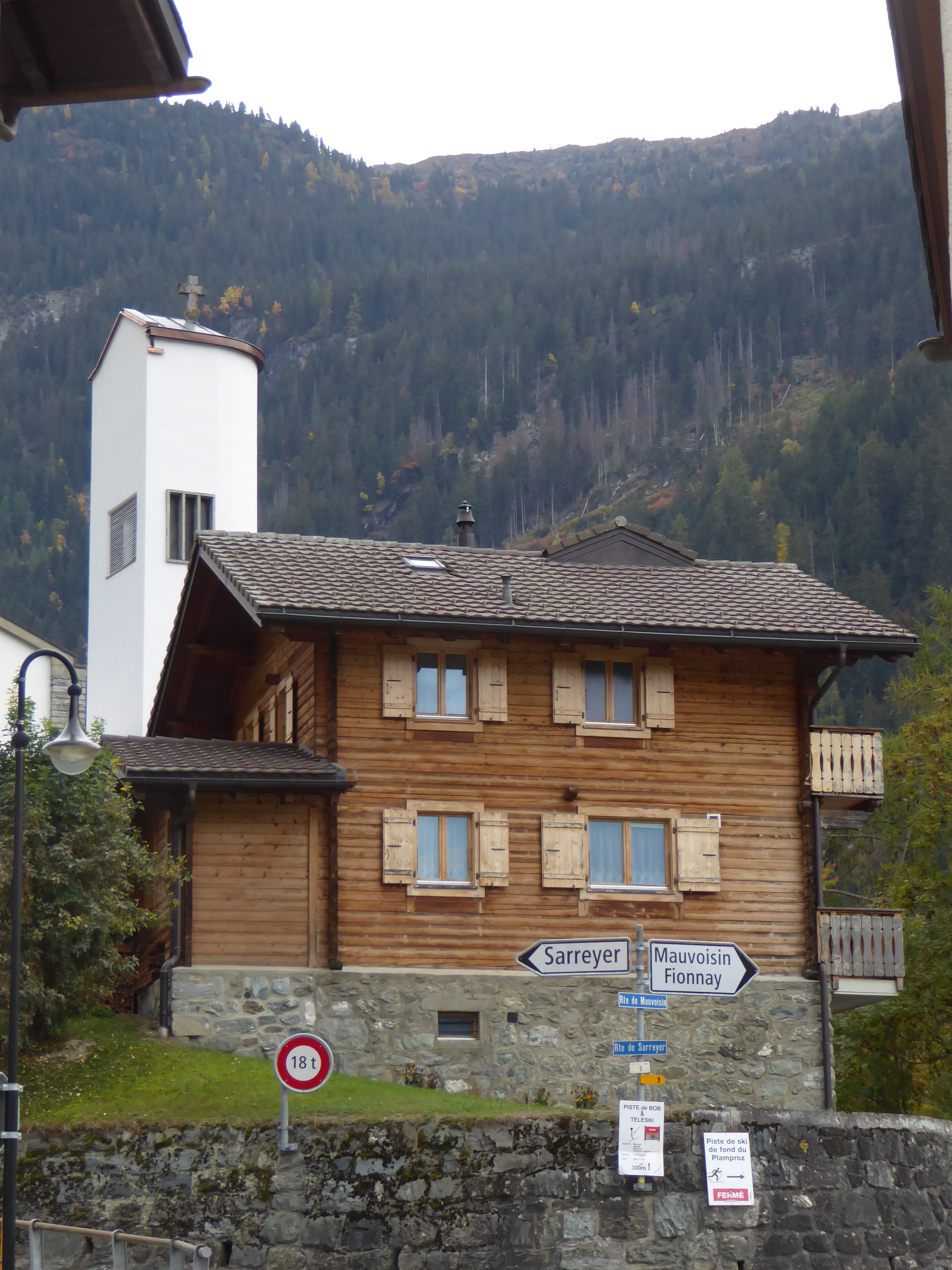
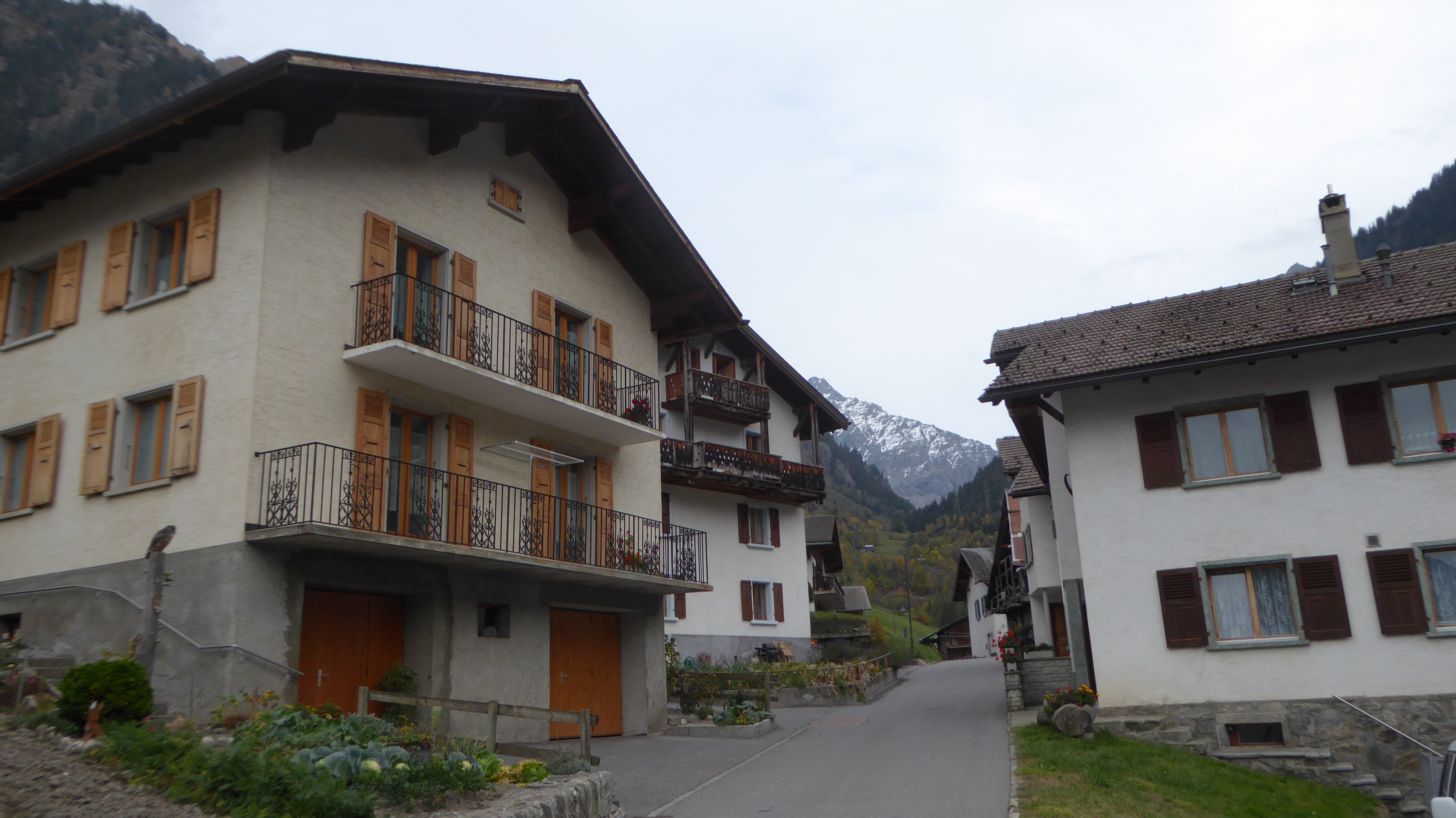
Chemin Jean-Pierre Perraudin
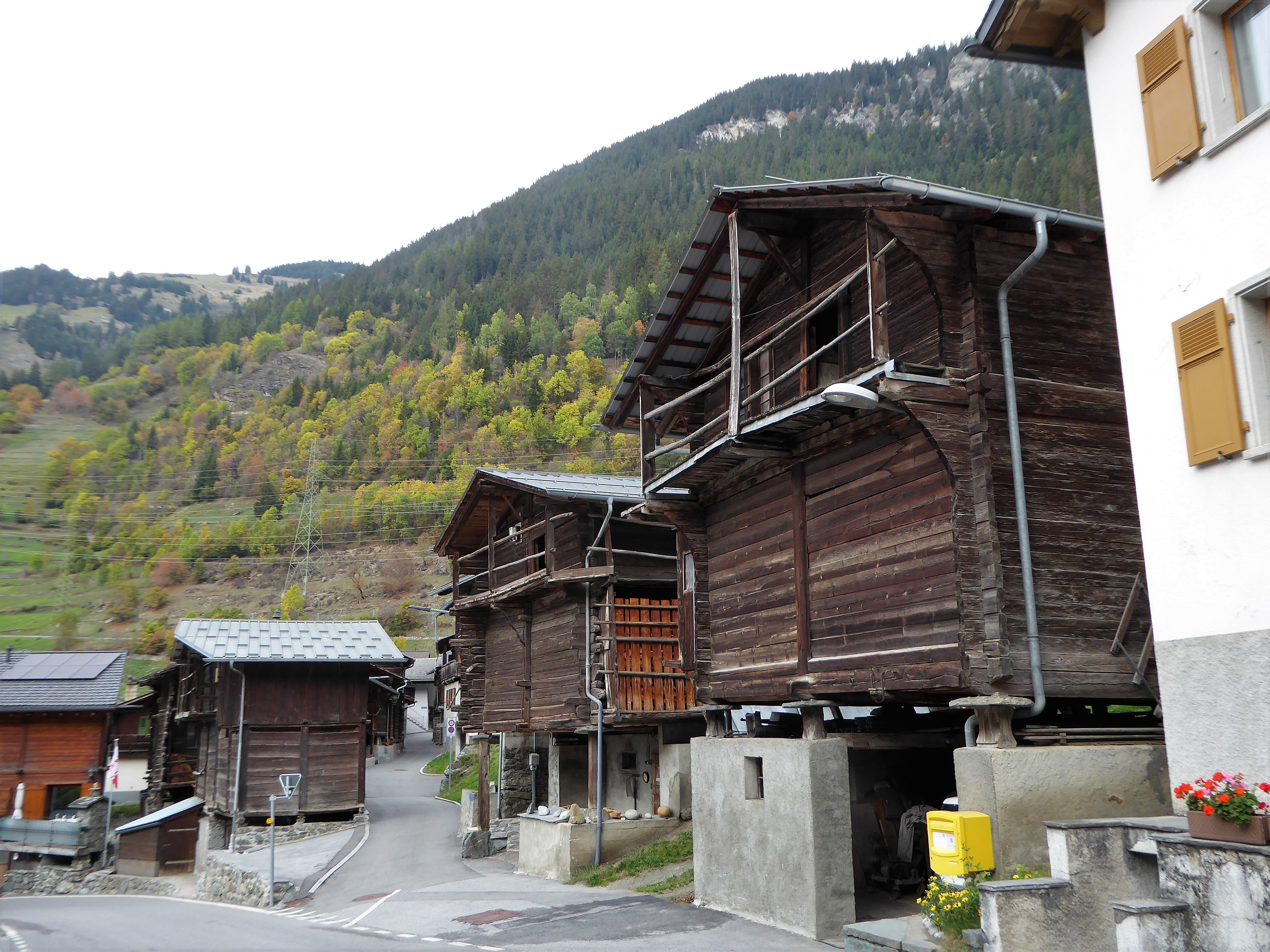
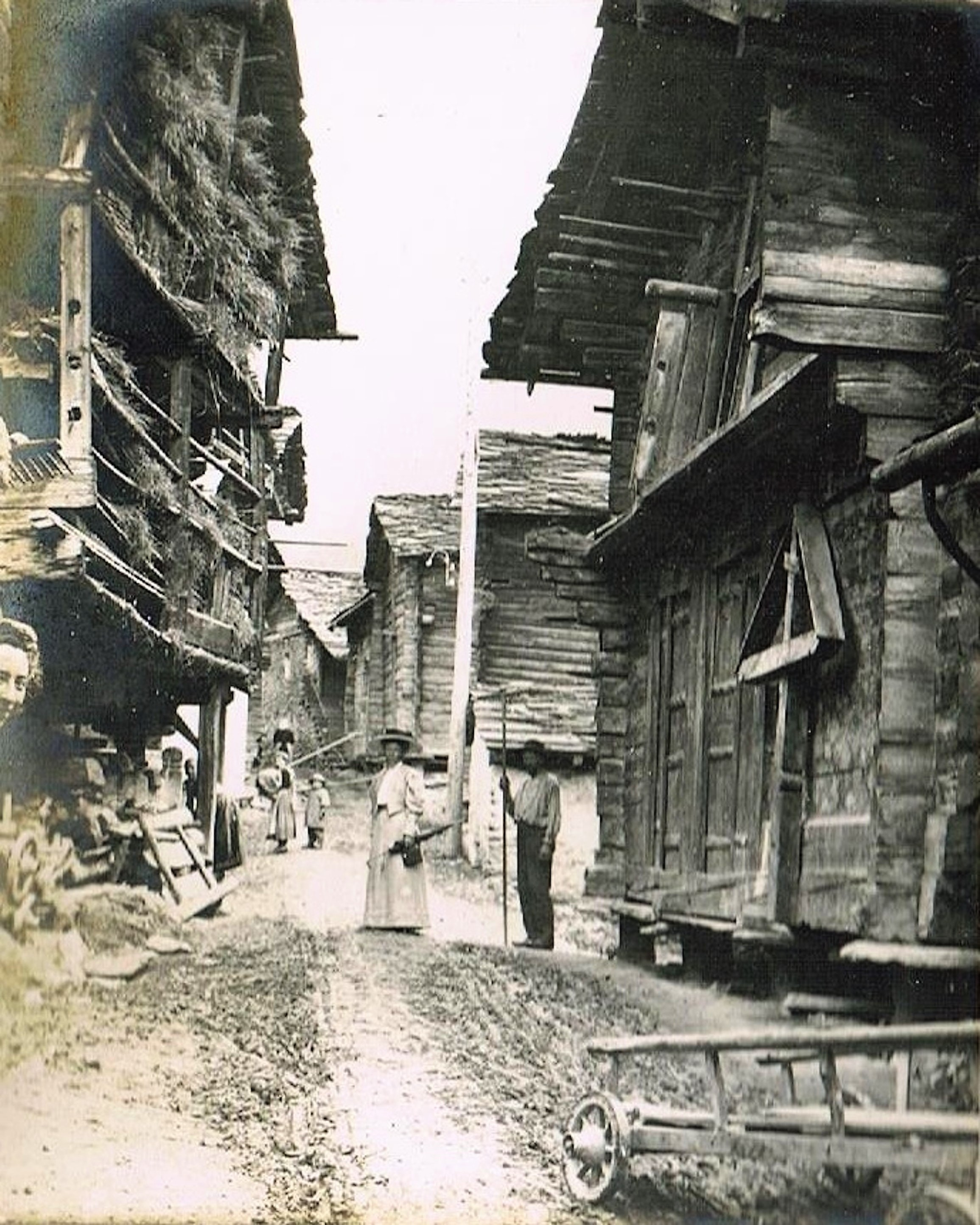
Lourtier, vermutlich Beginn des 20. Jh.